# Tillamook (Oregon)
Tillamook è una città degli Stati Uniti d'America situata nell'Oregon, nella Contea di Tillamook, della quale è anche il capoluogo.